# Мермерна пећина
Мермерна пећина (алб. Shpella e Gadimës) је пећина у селу Доње Гадимље у општини Липљан, на Косову и Метохији. Налази се западно од падина планине Жеговац, око 20 километара јужно од Приштине.

## Природне одлике
Пећина је настала веома ретким феноменом - крашки процес се одвијао у мермеру, који је настао метаморфозом кречњака. јер је усечена у мермер. Састоји се из три нивоа, укупне дужине 1260 метара. Око три метра испод средњег канала протиче река Клисур, а на самом дну пећине су се формирала бројна језерца, од којих су нека дубине и до десет метара. Издваја се и неколико галерија — „Улазна“, „Западна“, „Источна“ и „Северна“. Такође, ту су и „Дуги“ и „Плави канал“, али и „Долина суза“. Занимљивост и специфичност мермерне пећине су боје таваница и накита које се крећу од беле, преко жуте, нијанси плаве и према црвеној, као и арагонитски накити у „Северној галерији“. Температура пећине је стална и износи 12—15 °C, док је влажност ваздуха око 100%. Била је скоро у потпуности затрпана муљем и блатом пре открића.

## Туризам
Мермерна пећина је откривена 1966. године, а за посетиоце је уређена и отворена 1976. Дужина канала која је туристички валоризована је око 440 метара. Бројни канали и делови пећине су још увек непознаница и недовољно су истражени. Због своје специфичности и јединствености заштићена је Законом као споменик природе.

## Решење — акт о оснивању
Уредба о заштити споменика природе Мермерна пећина —  05 број 501-2607/98. — Влада Републике Србије. Службени гласник РС број 25 / 1998.